# Marco Borriello
Marco Borriello (Nápoles, Ciudad metropolitana de Nápoles, Italia, 18 de junio de 1982) es un exfutbolista italiano retirado en 2019.

## Trayectoria
Borriello fue formado en la cantera del A. C. Milan pero, después de no haber recibido nunca la calidad del tiempo de juego, estuvo cedido a préstamo en varios clubes italianos.
El 21 de diciembre de 2006, mientras cumplía su primera temporada completa en el Milan, dio positivo en una prueba de drogas. Después de haber sido confirmado el resultado de la prueba dada en enero de 2007, fue suspendido hasta el 21 de marzo. El 21 de junio, fue vendido al Genoa por 1,3 millones de euros en copropiedad con el Milan.
El 26 de septiembre de 2007, Borriello ayudó al Genoa a conseguir su primera victoria de la temporada en Italia. Acabó la temporada con 19 goles, en el tercer lugar, por detrás de Alessandro Del Piero y David Trezeguet.
El 29 de mayo de 2008, se confirmó que iba a regresar a Milán a un acuerdo que incluiría a Davide Di Gennaro. Poco antes de la eventual firma de Ronaldinho con el A. C. Milan. Borriello fichó el 31 de agosto de 2010 por la A. S. Roma. En enero de 2012 fue cedido en préstamo con opción de compra a la Juventus F. C..
La Juventus decide no ejecutar la opción de compra por Borriello y regresó a Roma, en los planes del nuevo técnico Zdenek Zeman no incluían a Borriello, y por lo tanto se buscaba una salida para el jugador; el último día del mercado de fichajes italiano, el Genoa anunció que habían completado la firma de Borriello para la temporada 2012-2013, en calidad de cedido. Después de ocho partidos y anotando tres goles, Borriello sufrió una lesión traumática en el tobillo derecho, que lo puso fuera de acción durante cuarenta y cinco días. A pesar de la lesión, Borriello puso fin a la temporada como máximo goleador del club.
El Genoa decide no afrontar la suma necesaria para comprar la ficha de Borriello en su totalidad, con lo que en la temporada 2013-14 regresó a Roma. Su primer partido de la temporada fue contra el Livorno donde jugó 60 minutos. En el mercado de invierno es cedido al West Ham de la Premier League inglesa, debido a la búsqueda del club inglés de un refuerzo en la delantera para salvar la categoría. El 28 de enero de 2016 ficha por el Atalanta Bergamasca Calcio. El 3 de agosto de 2016 recala en las filas del Cagliari Calcio por una temporada más otra opcional.
El 30 de agosto de 2018 pasó a ser nuevo jugador del UD Ibiza, de la 2.º B española. El 30 de enero de 2019, tras haber participado en tan solo 7 partidos y no haber anotado ni un solo gol, anunció su retirada como jugador profesional para pasar a formar parte de la directiva del club.

## Selección nacional
Ha sido internacional con la selección de fútbol de Italia en 7 ocasiones. Debutó el 6 de febrero de 2008, en un encuentro amistoso ante la selección de Portugal que finalizó con marcador de 3-1 a favor de los italianos.

### Participaciones en Eurocopas
| Eurocopa      | Sede            | Resultado        |
| ------------- | --------------- | ---------------- |
| Eurocopa 2008 | Austria y Suiza | Cuartos de final |

## Clubes
| Club             | País       | Año       | Partidos | Goles |
| ---------------- | ---------- | --------- | -------- | ----- |
| Triestina Calcio | Italia     | 2001      | -        | -     |
| A. S.Treviso     | Italia     | 2001-2002 | -        | -     |
| A. C. Milan      | Italia     | 2002-2003 | 4        | 0     |
| Empoli F. C.     | Italia     | 2003      | 12       | 1     |
| A. C. Milan      | Italia     | 2003-2004 | 5        | 0     |
| Reggina Calcio   | Italia     | 2004-2005 | 30       | 2     |
| U. C. Sampdoria  | Italia     | 2005-2006 | 13       | 2     |
| A. S.Treviso     | Italia     | 2006      | 20       | 5     |
| A. C. Milan      | Italia     | 2006-2007 | 12       | 1     |
| Genoa C. F. C.   | Italia     | 2007-2008 | 35       | 19    |
| A. C. Milan      | Italia     | 2008-2010 | 43       | 17    |
| A. S. Roma       | Italia     | 2010-2012 | 50       | 15    |
| Juventus F. C.   | Italia     | 2012      | 13       | 2     |
| Genoa C. F. C.   | Italia     | 2012-2013 | 28       | 12    |
| A. S. Roma       | Italia     | 2013-2014 | 11       | 1     |
| West Ham         | Inglaterra | 2014      | 2        | 0     |
| A. S. Roma       | Italia     | 2014-2015 | 0        | 0     |
| Genoa C. F. C.   | Italia     | 2015      | 8        | 0     |
| Carpi F. C.      | Italia     | 2015-2016 | 12       | 4     |
| Atalanta B. C.   | Italia     | 2016      | 15       | 4     |
| Cagliari Calcio  | Italia     | 2016-2017 | 36       | 16    |
| S. P. A. L. 2013 | Italia     | 2017-2018 | 15       | 1     |
| UD Ibiza         | España     | 2018-2019 | 6        | 0     |

## Palmarés

### Campeonatos nacionales
| Título  | Club           | País   | Año     |
| ------- | -------------- | ------ | ------- |
| Serie A | A. C. Milan    | Italia | 2003-04 |
| Serie A | Juventus F. C. | Italia | 2011-12 |

### Copas internacionales
| Título              | Club        | País   | Año     |
| ------------------- | ----------- | ------ | ------- |
| Supercopa de Europa | A. C. Milan | Italia | 2003    |
| Liga de Campeones   | A. C. Milan | Italia | 2006-07 |